# Haüyn
Haüyn (Aussprache [ha'ɥi:n]), auch Hauyn oder veraltet Hauynit, ist ein eher selten vorkommendes Mineral aus der Mineralklasse der „Silikate und Germanate“ mit der Zusammensetzung Na5-6Ca2[(SO4,Cl)2|Al6Si6O24] und ist damit chemisch gesehen ein Natrium-Calcium-Alumosilikat mit [SO4]2− und Chlorid als zusätzlichen Anionen.
Haüyn kristallisiert im kubischen Kristallsystem, entwickelt aber meist nur millimetergroße Kristalle von überwiegend blauer Farbe und glasähnlichem Glanz. In seltenen Fällen wurden aber auch weiße, braune, gelbe, graue, grüne, grünblaue und orangerote Haüyne gefunden.

## Etymologie und Geschichte
Haüyn wurde erstmals durch Abbé Gismondi am Nemisee (italienisch Lago di Nemi) in der italienischen Region Latium entdeckt und 1803 in einer ungedruckten mineralogischen Abhandlung als Latialit beschrieben. Er gab seine Abhandlung an den dänischen Gelehrten Tønnes Christian Bruun-Neergaard (1776–1824) weiter, der sie am 25. Mai 1807 als Grundlage für eine Vorlesung in der Klasse der Wissenschaften des Nationalinstituts nutzte, um das neue Mineral der Öffentlichkeit vorzustellen. Da es zu dieser Zeit meist abgelehnt wurde, Minerale nach ihrem ersten Fundort zu benennen und das neue Mineral zudem auch schon am Monte Somma gefunden wurde, schlug Bruun-Neergaard vor, das neue Mineral nach dem französischen Mineralogen René-Just Haüy (1743–1822) als Hauyn (heute korrekt: Haüyn) zu bezeichnen.

## Klassifikation
In der letztmalig 1977 überarbeiteten 8. Auflage der Mineralsystematik nach Strunz gehörte der Haüyn zur Mineralklasse der „Silikate“ und dort zur Abteilung „Gerüstsilikate (Tektosilikate)“, wo er zusammen mit Lasurit, Nosean, Sodalith und Tugtupit die „Sodalith-Nosean-Reihe“ mit der Systemnummer VIII/F.07 bildete.
In der zuletzt 2018 überarbeiteten Lapis-Systematik nach Stefan Weiß, die formal auf der alten Systematik von Karl Hugo Strunz in der 8. Auflage basiert, erhielt das Mineral die System- und Mineralnummer VIII/J.11-030. Dies entspricht ebenfalls der Abteilung „Gerüstsilikate“, wo Haüyn zusammen mit Bicchulith, Hydrosodalith, Kamaishilith, Lasurit, Nosean, Sodalith, Tsaregorodtsevit, Tugtupit und Vladimirivanovit die „Sodalithgruppe“ mit der Systemnummer VIII/J.11 bildet.
Die von der International Mineralogical Association (IMA) zuletzt 2009 aktualisierte 9. Auflage der Strunz’schen Mineralsystematik ordnet den Haüyn in die erweiterte Klasse der „Silikate und Germanate“, dort aber ebenfalls in die Abteilung der „Gerüstsilikate“ ein. Diese ist weiter unterteilt nach der möglichen Anwesenheit von zusätzlichen Anionen. Das Mineral ist hier entsprechend seiner Zusammensetzung in der Unterabteilung „Gerüstsilikate (Tektosilikate) mit zusätzlichen Anionen“ zu finden ist, wo es zusammen mit Bicchulith, Danalith, Genthelvin, Helvin, Kamaishilith, Lasurit, Nosean, Sodalith, Tsaregorodtsevit und Tugtupit die „Sodalith-Danalith-Gruppe“ mit der Systemnummer 9.FB.10 bildet.
In der vorwiegend im englischen Sprachraum gebräuchlichen Systematik der Minerale nach Dana hat Haüyn die System- und Mineralnummer 76.02.03.03. Dies entspricht ebenfalls der Klasse der „Silikate“ und dort der Abteilung „Gerüstsilikate: Al-Si-Gitter“, wo das Mineral zusammen mit Bicchulith, Kamaishilith, Lasurit, Nosean, Sodalith, Tsaregorodtsevit und Tugtupit in der „Sodalithgruppe“ mit der Systemnummer 76.02.03 innerhalb der Unterabteilung „Gerüstsilikate: Al-Si-Gitter, Feldspatvertreter und verwandte Arten“ zu finden ist.

## Kristallstruktur
Haüyn kristallisiert im kubischen Kristallsystem in der Raumgruppe P43n (Raumgruppen-Nr. 218) mit dem Gitterparameter a = 9,12 Å sowie einer Formeleinheit pro Elementarzelle.

## Eigenschaften

### Morphologie
Im Allgemeinen findet man Haüyn als sehr kleine (ca. 1 bis 2 mm), eingebettete und abgerundete Körner. Vollkommen ausgebildete Kristalle über 5 mm sind nur sehr selten zu finden.

### Chemische und physikalische Eigenschaften
Haüyn gehört als Mitglied der Sodalithgruppe zu den Foiden. Das Mineral ist transparent bis durchscheinend, hat eine Mohshärte von 5,5 bis 6 und eine Dichte von 2,4 g/cm³. Die chemische Zusammensetzung von Haüyn ist schwer zu ermitteln, da es sich zumeist um komplexe Mischkristalle zwischen verschiedenen Gliedern der Sodalithgruppe (hauptsächlich Sodalith, Nosean und Lasurit) handelt. Daher werden in der Literatur unterschiedliche chemische Formeln genannt, neuere Quellen geben sie idealisiert als Na3Ca(Si3Al3)O12(SO4) an.
Gelegentlich zeigt sich unter langwelligem UV-Licht rötlichorange oder rosaviolette Fluoreszenz.
Im Dünnschliff ist Haüyn meist farblos und oft idiomorph; nur in den seltenen haüynhaltigen Tiefengesteinen sind xenomorphe Bildungen häufiger. Auffällig sind bei Haüyn (aber auch bei dem verwandten Nosean) Ausscheidungen sehr feinkörniger Eisenoxide, die sich besonders im Kern des Kristalls und/oder an den Außenzonen („Trauerränder“) finden. Der Brechungsindex ist etwas niedriger als der von Kanadabalsam. Unter gekreuzten Polarisatoren bleibt das isotrope Mineral dunkel.

## Bildung und Fundorte

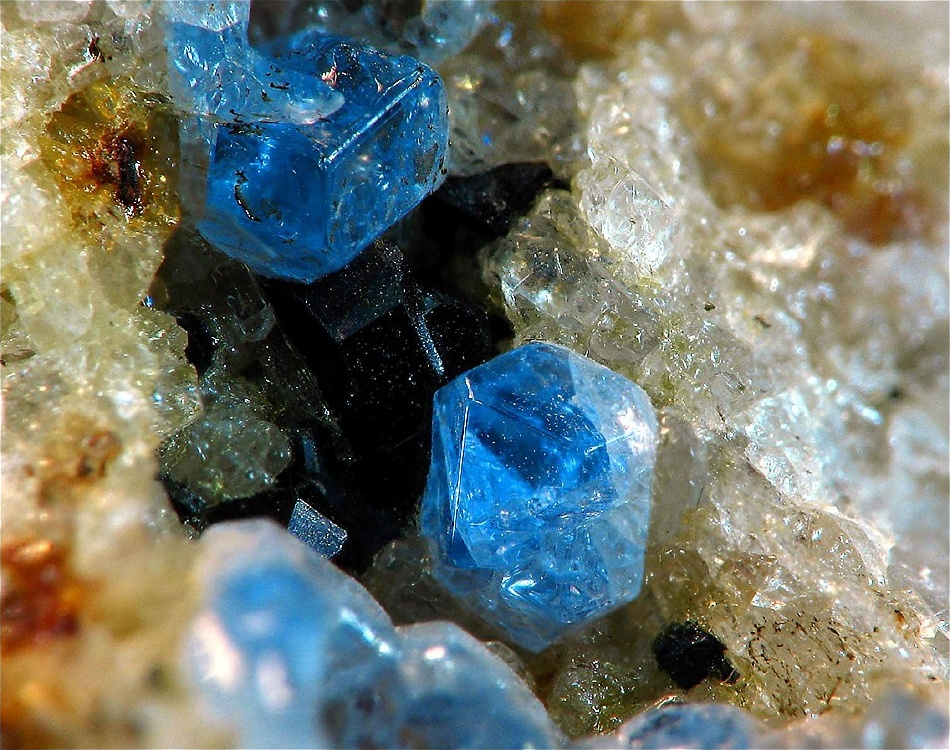
Haüyn aus Mendig in der Eifel, Rheinland-Pfalz (Kristallgröße: 1 mm)

Haüyn bildet sich in SiO2-untersättigten (siliciumarmen, alkalischen) Vulkaniten während der Spätphase der magmatischen Differentiationsfolge. Bei explosiven vulkanischen Eruptionen wird es aus der Tiefe der Erdkruste herausgeschleudert. Der Fallout enthält vulkanische Aschen, Bims, Tuff und Schlacke. Als Begleitminerale treten unter anderem titanhaltiger Andradit, Apatit, Augit, Biotit, Leucit, Melilith, Nephelin, Phlogopit und Sanidin auf.
„Edle“, das heißt für die Schmuckindustrie verwertbare und facettierbare Haüyne werden vor allem in den Aschen und Bimsschichten gefunden, die das Umfeld des Laacher Sees nahe Mendig und Nickenich in der Vulkaneifel bedecken. Auch der größte bislang bekannte Haüynkristall mit etwa 3,2 Zentimetern Durchmesser wurde Anfang Oktober 2012 von einem Hobbysammler in der Eifel gefunden und ist seit Anfang 2013 im Besitz der TU Bergakademie Freiberg. Zurzeit ist der Kristall im Krüger-Haus in der Ausstellung „Deutsche Minerale“ der Stiftung „Mineralogische Sammlung Deutschland“ zu besichtigen.
Weitere bekannte Fundorte in Deutschland sind neben der Eifel unter anderem noch Hochkopf und Hirzberg im Schwarzwald sowie mehrere Fundpunkte am Kaiserstuhl in Baden-Württemberg, der Steinbruch „Roßberg“ bei Roßdorf im hessischen Odenwald.
In Österreich konnte Haüyn bisher nur am Pauliberg und am Stradner Kogel gefunden werden und in der Schweiz kennt man das Mineral bisher nur aus Beringen SH und dem Reiat im Kanton Schaffhausen.
Weltweite Fundorte sind unter anderem Badachschan in Afghanistan, Armenien, die Insel Tasmanien vor Australien, Itaju do Colônia im brasilianischen Bundesstaat Bahia, Sumaco und Pan de Azúcar in der ecuadorianischen Provinz Napo, Nunavut und Québec in Kanada, Auvergne-Rhône-Alpes in Frankreich sowie die französische Kolonie Tahiti, Kangerlussuaq in Grönland, Los Archipelago in Guinea, verschiedene Regionen in Italien, die nördlichen Regionen von Russland, Dalarna und Uppland in Schweden, die Kanarischen Inseln sowie Katalonien in Spanien sowie in mehreren Staaten der USA.

## Verwendung

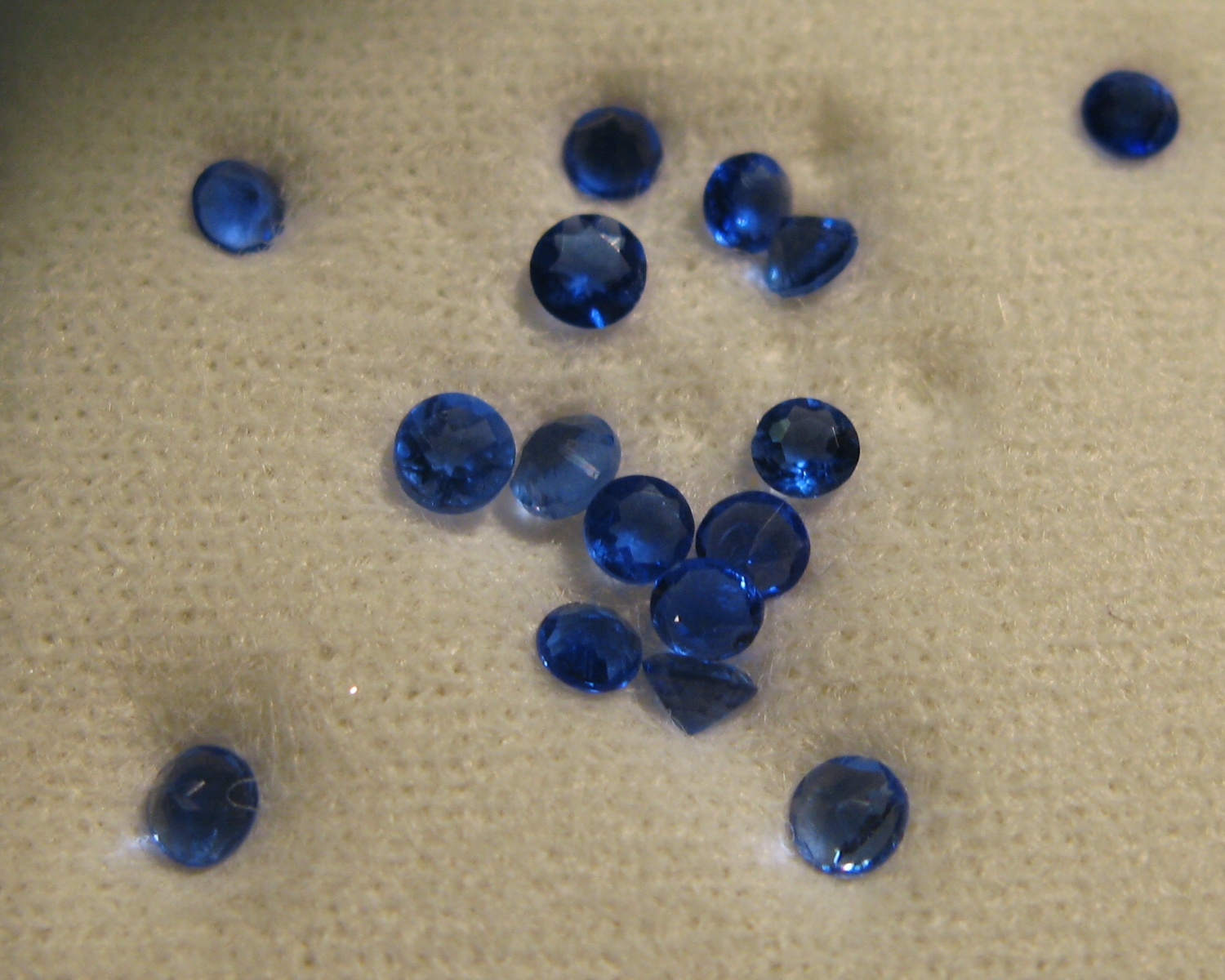
Haüyn, mehrere facettierte Steine ca. 1–2 mm groß

Obwohl Haüyn zuerst in Italien gefunden wurde, stammen die besten Haüyne in Schmucksteinqualität und der begehrten neonblauen Farbe vor allem aus der Eifel. Internationale Quellen erwähnen immer wieder auch weiße, graue, gelbe, grüne, violette oder rote Haüyne. Haüyn in Bims ist heller und kleiner (1 bis 2 mm) als in basaltischen Lapilli (< 5 mm).
Nur transparente, fehlerfreie und intensiv gefärbte Haüynkristalle werden geschliffen und zu Schmucksteinen verarbeitet. Aufgrund der in mehreren Achsrichtungen des Kristalls vollkommenen Spaltbarkeit reagiert der Stein allerdings auf alle Arten von Druck (Schleifen, Fassen, Ultraschallreinigen) und Wärmeänderungen (Löten, Punktlichtstrahler) sehr empfindlich. Der Wert eines facettierten Haüyns steigt demnach umso mehr, je größer er ist.